# Bardas
Bardas (em grego: Βάρδας; m. 21 de abril de 866) foi um nobre que ocupou diversas posições importantes no Império Bizantino. Como irmão da imperatriz bizantina Teodora, ele ascendeu rapidamente durante o reinado de Teófilo (r. 829–842), seu cunhado. Depois da morte deste imperador, apesar de relegado para segundo plano por Teodora e Teoctisto em 855, Bardas armou a morte deste último, afastou a imperatriz e se tornou o regente de facto de seu sobrinho, Miguel III (r. 842–867).
Na posição de césar, ele efetivamente governou o império pelos dez anos seguintes, um período de grandes sucessos militares, de renovada atividade diplomática e missionária e de importante reavivamento da cultura bizantina, que prenunciou o chamado "Renascimento macedônio". Bardas foi assassinado em 866 por ordens do novo favorito de Miguel III, Basílio, o Macedônio, que, no ano seguinte, usurpar-lhe-ia o trono iniciando a sua própria dinastia.

## Nome
Bardas (Βάρδας, Bárdas) é a forma latina e grega do armênio Varde (Վարդ, Vard), que pode ter derivado do parta vard- (em iraniano antigo *vr̥da-), "rosa", ou do iraniano antigo vard-, "virar".

## Primeiros anos

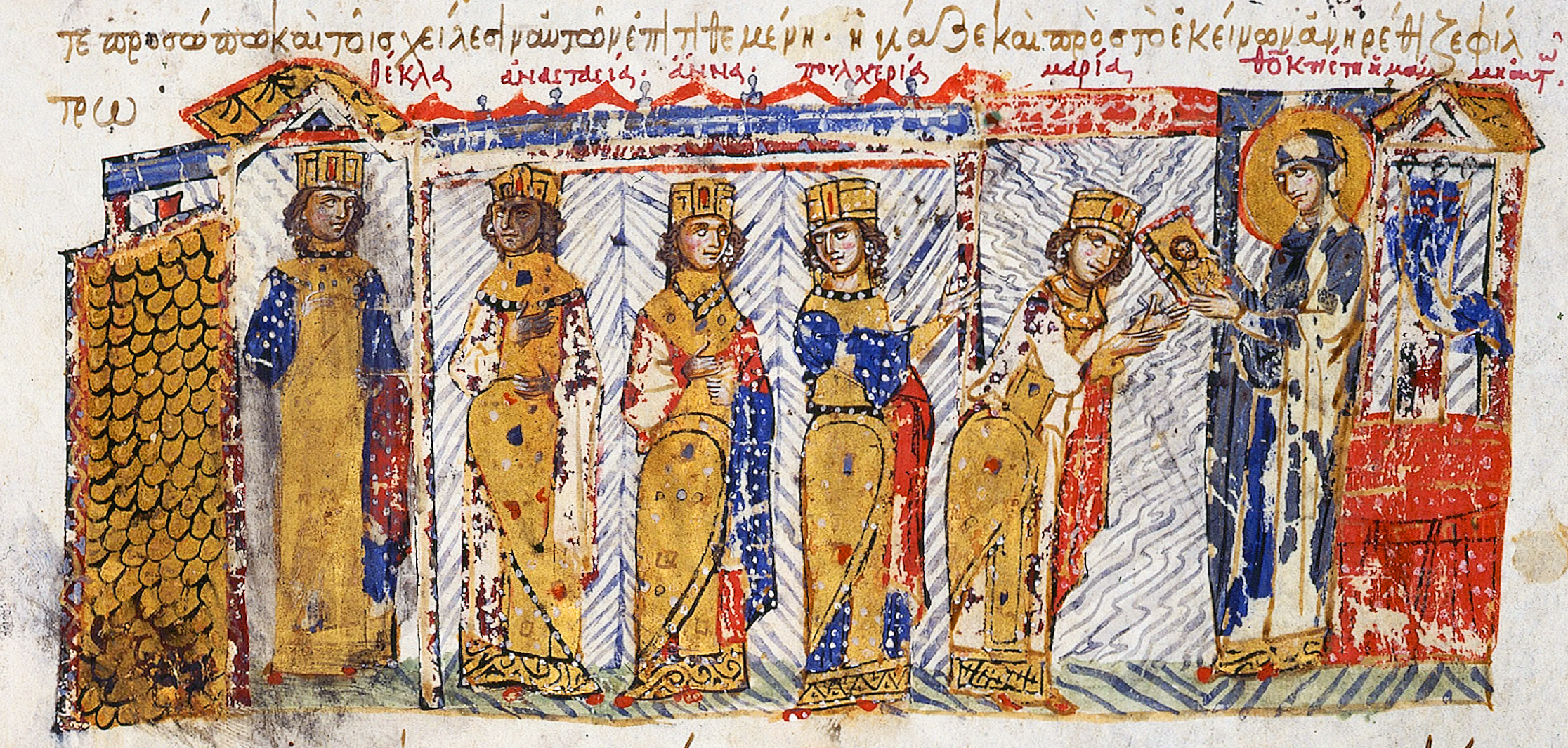
As quatro filhas de Teodora sendo instruídas na veneração dos ícones por Teoctista
Iluminura do Escilitzes de Madri

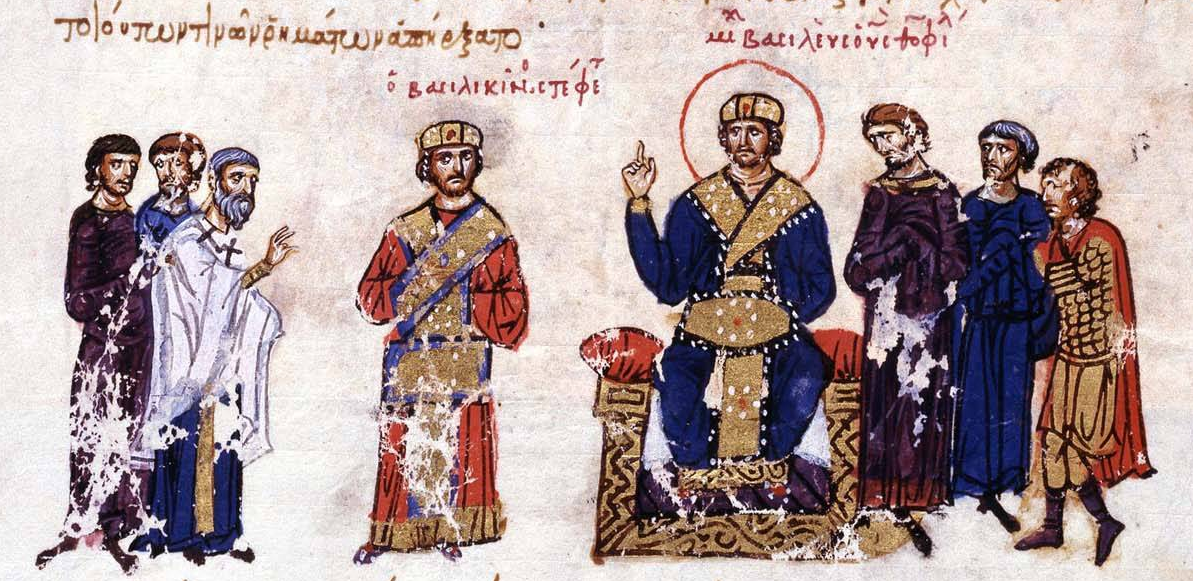
r. coroa Basilicino como coimperador em 866
Iluminura no Escilitzes de Madri

Bardas era filho do drungário Marino com sua esposa Teoctista e era irmão mais velho da imperatriz Teodora, a esposa do imperador Teófilo, e do general Petronas. Teófanes Continuado menciona mais três outras irmãs, Maria, Sofia e Irene. A família toda era de origem armênia e vinha da Paflagônia. Alguns genealogistas modernos, incluindo Cyril Toumanoff e Nicholas Adontz, sugeriram uma ligação da família de Bardas com o clã nobre armênio dos Mamicônios. De acordo com Nina Garsoïan, do Oxford Dictionary of Byzantium, porém, "apesar de atrativa, não é possível provar esta tese por falta de fontes".
Em 837, Teófilo concedeu-lhe a dignidade de patrício e o enviou, juntamente com o general Teófobo, numa campanha contra os abasgos que terminou derrotada.  Com a morte de Teófilo, o jovem Miguel III ascendeu ao trono, mas, como ele tinha apenas dois anos de idade, um conselho de regentes foi organizado e liderado por Teodora. Bardas, Petronas e Sérgio Nicetiata, também parente, eram membros, mas foi o logóteta Teoctisto que rapidamente se estabeleceu como principal conselheiro da imperatriz-mãe. Nos primeiros dias da regência, Bardas teve um papel mais ativo: encorajou a imperatriz a abandonar de vez o Iconoclasma e tomou parte nas investigações que levaram à deposição do patriarca iconoclasta João VII Gramático, o que resultou no chamado "Triunfo da Ortodoxia" e na restauração da veneração dos ícones em 843. No ano seguinte, porém, Teoctisto culpou Bardas pelas deserções que levaram à derrota bizantina na Batalha de Mauropótamo contra os abássidas, apesar de ter sido ele próprio o general responsável, e conseguiu que a imperatriz o exilasse da corte em Constantinopla. 
Depois do exílio de Bardas e da morte de Sérgio, Teoctisto reinou supremo ao lado de Teodora por uma década. Em 855, Miguel fez quinze anos e se tornou oficialmente maior de idade. Teodora e Teoctisto arranjaram-lhe um desfile de noivas e selecionaram Eudócia Decapolitissa, desconsiderando completamente o imperador, que preferia sua amante, Eudócia Ingerina. Bardas aproveitou-se do ressentimento de Miguel e começou conspirar com ele contra a regência. Com o apoio do imperador, Bardas foi autorizado a retornar para a capital e, em 20 de novembro de 855, Teoctisto foi assassinado. O crime foi possivelmente ordenado pelo imperador, pois diz-se que Bardas preferia remover seu rival de forma mais "elegante".

### Ascensão e queda

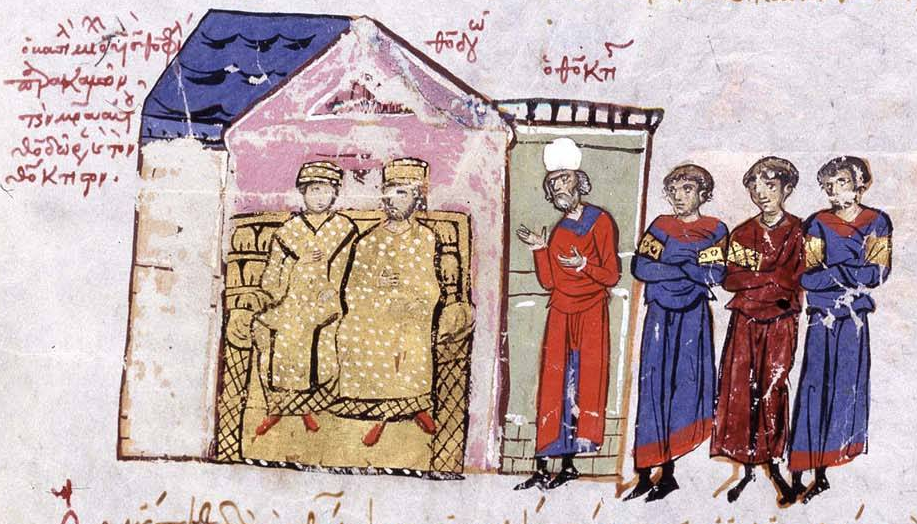
com Teodora e Teoctisto.Iluminura no Escilitzes de Madri

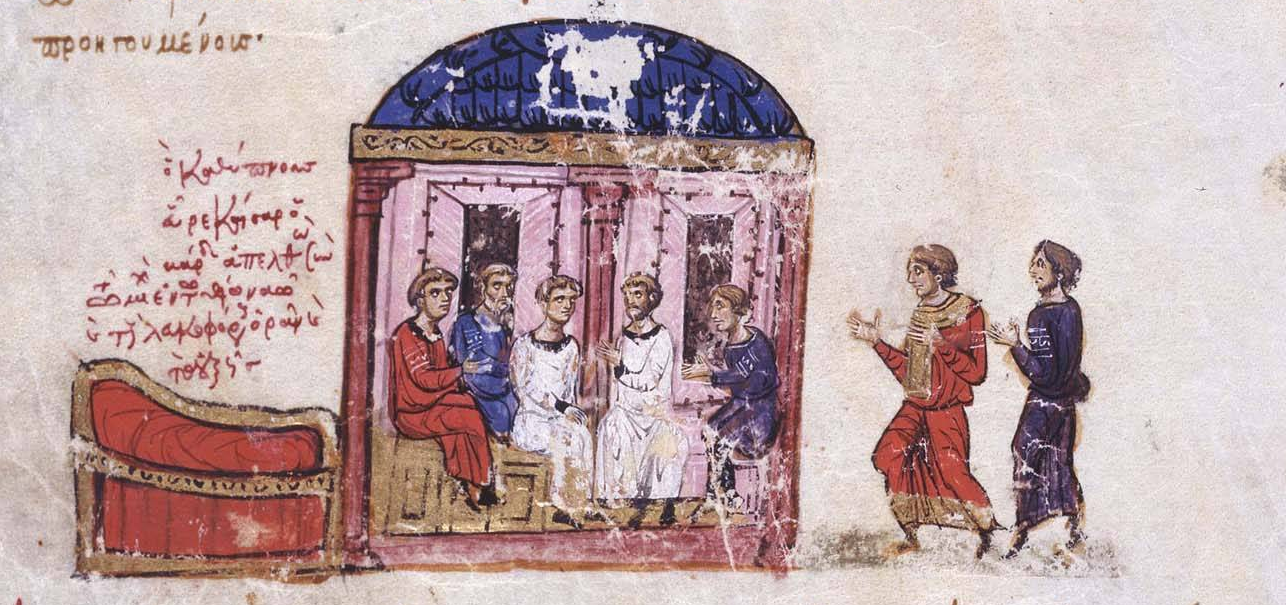
Sonho de Bardas pouco antes de morrer
Iluminura no Escilitzes de Madri

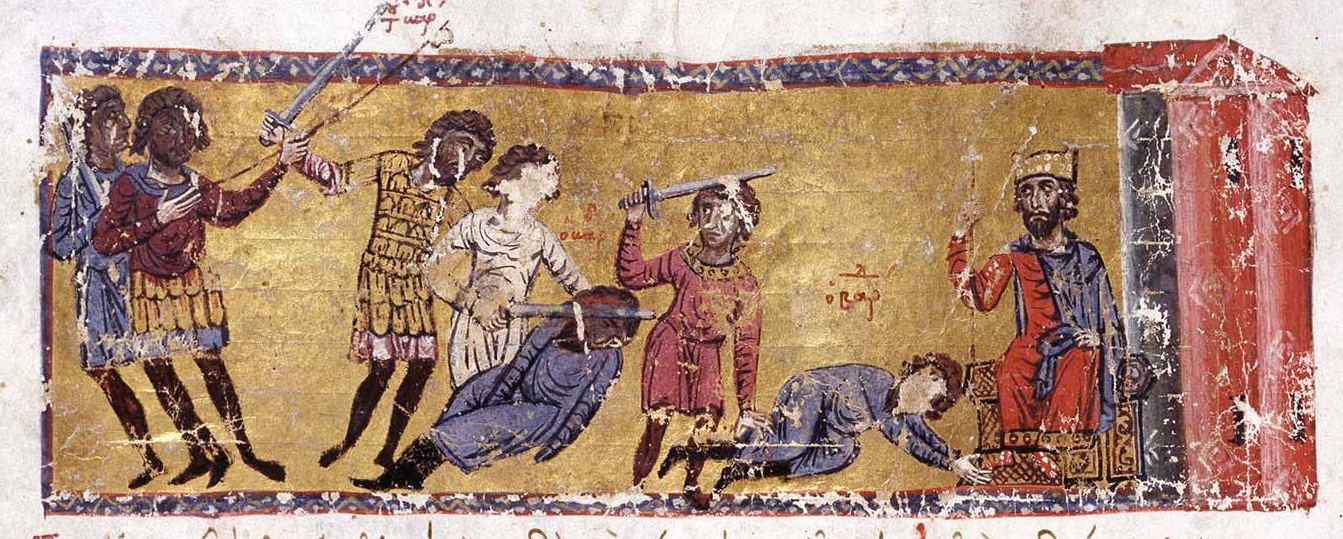
Assassinato de Bardas
Iluminura no Escilitzes de Madri

Com a morte de Teoctisto, a regência estava condenada; no início de 856, Miguel assumiu o poder completamente e, no ano seguinte, Teodora foi obrigada a se retirar para o Mosteiro de Gastria. Mesmo assim, como o imperador estava mais interessado nos prazeres da vida na corte e no seu romance com Eudócia Ingerina, Bardas se tornou o regente de facto do império.  Por volta de 858, foi promovido às funções mais importantes do estado bizantino (magistro, doméstico das escolas, cartulário do canícula), tornou-se também um curopalata logo depois — segundo Simeão Logóteta, esta última promoção ocorreu depois que Teodora tentou, sem sucesso, matá-lo — e, finalmente, em 22 (ou 26) de abril de 862, foi feito césar.  Petronas também saiu da obscuridade na mesma época e se tornou o estratego do Tema Tracesiano, liderando diversas campanhas vitoriosas contra os abássidas.
Na mesma época, Bardas depôs o patriarca Inácio de Constantinopla e nomeou Fócio, um leigo erudito, em seu lugar. Crônicas posteriores relatam que Inácio teria excluído da comunhão por conta de sua relação incestuosa com uma de suas enteadas, mas a razão real foi, provavelmente, a teimosia do patriarca, que se recusou a tonsurar a imperatriz Teodora à força como ele queria. A elevação irregular de Fócio, porém, irritou o papa Nicolau I, que se recusou a reconhecê-lo. Numa época de competição entre Roma e Constantinopla sobre as atividades missionárias na Morávia e na Bulgária, as relações com o papado permaneceram tensas.
Embora as fontes posteriores tenham sido críticas em relação a Bardas, descrevendo-o como vaidoso, avarento e ambicioso, suas habilidades como administrador foram amplamente reconhecidas. Atribui-se a Bardas a fundação da Escola da Magnaura, com cadeiras de filosofia, gramática, astronomia e matemática; e com docentes do porte de Leão, o Matemático. Ele também promoveu as atividades missionárias dos irmãos e santos Cirilo e Metódio na Grande Morávia e forçou a cristianização da Bulgária enviando missionários bizantinos. Além disso, Bardas também conseguiu diversas vitórias contra os árabes no oriente, que culminaram na decisiva batalha de Lalacão em 863.  A "Pátria de Constantinopla" elogia-o também por suas construções, mas, com exceção de uma igreja dedicada a São Demétrio fora da cidade, a maior parte dos edifícios atribuídos a ele foram provavelmente construídos por Basílio I, o Macedônio (r. 867–886).
Apesar de sua grande autoridade, o controle de Bardas sobre o sobrinho não era absoluto: depois de conseguir convencê-lo a despedir seu antigo camareiro (paracemomeno), Miguel não nomeou para o posto o preferido de Bardas, mas um dos seus, o ambicioso Basílio. A posição de Bardas se enfraqueceu ainda mais em 866, quando Miguel soube que Eudócia Ingerina estava grávida e produziria finalmente um herdeiro aparente, o futuro Leão VI, o Sábio (r. 886–912). Até então, Bardas era o herdeiro presuntivo e sucederia o imperador no trono caso algo lhe acontecesse. Porém, Miguel, ao invés de divorciar-se de sua esposa, Eudócia Decapolitissa, para se casar com a amante de longa data, ele casou-a com Basílio, que se divorciou de sua própria esposa. Finalmente, na primavera de 866, Bardas iniciou os preparativos para uma campanha em grande escala contra o bastião sarraceno de Creta. Acompanhado por Miguel, Basílio e toda a corte, Bardas seguiu para Mileto, onde o exército estava se concentrando e lá, em 21 de abril, foi assassinado por Basílio, que o acusou de estar tramando contra o imperador.  A campanha foi abandonada e Miguel e Basílio voltaram para Constantinopla, onde Miguel adotou-o e o fez coimperador. Em setembro de 867, Basílio mandou matar Miguel III também encerrando a dinastia amoriana e inaugurando sua própria, a dinastia macedônica.

### Família
Bardas se casou duas vezes. De sua primeira esposa, de nome desconhecido e que morreu antes de 855, ele teve um filho chamado Antígono, uma menina chamada Irene, um filho de nome desconhecido e outra filha que se casou com o logóteta Simbácio, embora seja possível que esta seja a mesma Irene. Por volta de 855, Bardas se casou de novo, desta vez com Teodósia, de quem se divorciou em 862.
Antígono foi nomeado doméstico das escolas quando era ainda um garoto e ainda estava no posto quando o pai foi morto. O outro filho, do qual não se sabe o nome, casou-se, em 858, com uma amante descartada por Bardas para que ele pudesse se casar com Teodósia e recebeu o título de monoestratego dos temas europeus como recompensa. A quarta filha (Irene?) de Bardas se casou com o patrício e logóteta Simbácio, que participou do plano para assassinar Bardas na esperança de sucedê-lo. Ele se revoltou quando Basílio se tornou coimperador, mas foi derrotado, mutilado e exilado.